# Bosanska vila
Bosanska vila, bio je bosanskohercegovački list za književnost, kulturu i društvena pitanja. Okupljao je mlade, mahom srpske, ali i hrvatske i bošnjačke pisce, promičući kulturno jedinstvo BiH. Izdavač časopisa bilo je SPKD Prosvjeta iz Sarajeva, a prvi glavni i odgovorni urednik bio je Božidar Nikašinović.

## Povijest
Prvi broj Bosanske vile objavljen je u 16. prosinca 1885. godine, u Sarajevu, noseći u uzglavlju odrednicu List za zabavu, pouku i književnost. Pokreću ga četiri mlada bosanskohercegovačka učitelja: Božidar Nikašinović, Nikola Šumonja, Nikola Kašiković i Stevo Kaluđerčić. Prvih deset brojeva urednik je bio Božidar Nikašinović, sljedećih sedamnaest Nikola Šumonja, a od 1. travnja 1887. godine urednikom postaje Nikola Kašiković.
Naslovna stranica prvoga Vilinoga broja pokazuje na koji se način njezini pokretači doživljavali Sarajevo, kao svoje kulturno središte, a samim tim i cjelokupnu Bosnu i Hercegovinu. Autor naslovne stranice Stevo Kaluđerčić nastojao je, prikazujući panoramu Sarajeva iznad koje lebdi vila s crkvama i džamijama jednima pokraj drugih, dočarati raznolikost Sarajeva. Turski sultan Abdul Hamid II. 1895. godine Nikolu Kašikovića, jednoga od osnivača časopisa, odlikuje Ordenom Medžidije trećega stupnja.

## Suradnici
Kao urednici ili članovi uredništva, uz već spomenute, u stvaranju časopisa sudjelovali su Dimitrije Mitrinović, Vladimir Ćorović, Aleksa Šantić, Svetozar Ćorović, Jovan Dučić, Osman Đikić, Milan Prelog, Petar Kočić, Svetislav Stefanović, Jovan Maksimović, Veljko Petrović, Marko Car, Simo Eraković, Sima Pandurević, Milorad Pavlović, Pera Taletov, Isidora Sekulić, Ivo Andrić i Tin Ujević. List je izlazio punih 29 godina, dvomjesečno, sve do početka Prvoga svjetskoga rata.

## Vanjski linkovi
- Bosanska vila na digitaliziranoj stranici Narodne biblioteke Srbije